# SMIM12
SMIM12 (англ. Small integral membrane protein 12) – білок, який кодується однойменним геном, розташованим у людей на 1-й хромосомі. Довжина поліпептидного ланцюга білка становить 92 амінокислот, а молекулярна маса — 10 799.
| 10         |  | 20         |  | 30         |  | 40         |  | 50         |
| ---------- |  | ---------- |  | ---------- |  | ---------- |  | ---------- |
| MWPVFWTVVR |  | TYAPYVTFPV |  | AFVVGAVGYH |  | LEWFIRGKDP |  | QPVEEEKSIS |
| ERREDRKLDE |  | LLGKDHTQVV |  | SLKDKLEFAP |  | KAVLNRNRPE |  | KN         |

A: Аланін

D: Аспарагінова кислота

E: Глутамінова кислота

F: Фенілаланін

G: Гліцин

H: Гістидин

I: Ізолейцин

K: Лізин

L: Лейцин

M: Метіонін

N: Аспарагін

P: Пролін

Q: Глутамін

R: Аргінін

S: Серин

T: Треонін

V: Валін

W: Триптофан

Локалізований у мембрані.